# Characodoma biavicularium
Characodoma biavicularium är en mossdjursart som först beskrevs av Ferdinand Canu och Ray Smith Bassler 1929.  Characodoma biavicularium ingår i släktet Characodoma och familjen Cleidochasmatidae. Inga underarter finns listade i Catalogue of Life.